# Lineae di Rea
Segue una lista delle lineae presenti sulla superficie di Rea. La nomenclatura di Rea è regolata dall'Unione Astronomica Internazionale; la lista contiene solo formazioni esogeologiche ufficialmente riconosciute da tale istituzione.
Le lineae di Rea portano i nomi di personaggi e luoghi legati a miti della creazione di varie culture.

## Prospetto
| Linea           | Eponimo | Latitudine | Longitudine | Diametro |
| --------------- | --- | ---------- | ----------- | -------- |
| Kirinyaga Linea | Kirinyaga - Nome in lingua locale del monte Kenya, dimora di Ngai nella cultura dei Kikuyu.                     | 1,8° S     | 128,8° W    | 400 km   |
| Kunlun Linea    | Kunlun - Catena montuosa tibetana, che nel Taoismo è sede del paradiso e dimora dello Spirito Madre dell'Ovest. | 45° N      | 308° W      | 180 km   |